# Bielinek
Bielinek is een plaats in het Poolse district  Gryfiński, woiwodschap West-Pommeren. De plaats maakt deel uit van de gemeente Cedynia en telt 210 inwoners.